# オクサナ・マーマジャロワ
オクサナ・マーマジャロワ（Oksana Mammadyarova、女性、1978年4月6日 - ）は、アゼルバイジャンのバレーボール選手。ポジションはウィングスパイカー。元アゼルバイジャン代表。

## 来歴
アゼルバイジャン代表として、2005年の欧州選手権で4位、2006年に日本で開催された世界選手権に出場した。
国内リーグでは4度優勝を果たしている。

## 球歴
- 世界選手権 - 2006年
- 欧州選手権 - 2005年、2009年、2011年
- ワールドグランプリ - 2006年

## 所属クラブ
- Neftyag（1997-2000年）
- ロコモティフ・バクー（2000-2001年）
- アゼルレイル・バクー（2001-2009年）
- ロコモティフ・バクー（2009-2011年）